# 74P/Smirnova-Chernykh
La cometa Smirnova-Chernykh, formalmente indicata 74P/Smirnova-Chernykh, è una cometa periodica del Sistema solare.
La cometa è stata scoperta dagli astronomi russi Tamara Michajlovna Smirnova e Nikolaj Stepanovič Černych il 4 marzo 1975 dall'Osservatorio astrofisico della Crimea. La cometa era stata già osservata, sebbene non ne era stato riconosciuto il comportamento cometario ed era stata indicata quale asteroide con la designazione provvisoria 1967 EU.
La cometa è sempre osservabile dalla Terra, grazie alla bassa eccentricità della sua orbita. Quando è all'afelio appare come un oggetto della 16ª magnitudine.
La cometa fa parte anche della famiglia di comete quasi-Hilda, questo ha permesso incontri ravvicinati con Giove, avvenuti nel 1955 (0,24 UA) e nel 1963 (0,47 UA) ne hanno mutato radicalmente l'orbita, permettendone la scoperta. Per alcuni anni intorno al 2005 la cometa è stata catturata da Giove, divenendone per qualche tempo un satellite.